# رائسفلد
رائسفلد (به آلمانی: Raesfeld) یک شهر در آلمان است که در بورکن واقع شده‌است. رائسفلد ۱۱٬۰۷۰ نفر جمعیت دارد.